# Hajnal György
Hajnal György (Budapest, 1878. december 5. – 1944 után) színész.

## Élete
Hajnal Erzsébet fia. Középiskolai tanulmányait szülővárosában végezte. 1898–1899-ben a Vígszínház színésziskolájába járt. 1900-ban Monori Sándor dunaföldvári társulatához szerződött, ahol két évet játszott. Ezt követően Pesti Ihász Lajosnál Szabadkán, majd Földessy Sándor délvidéki társulatában szerepelt. Játszott még egy évig Erdélyben, Palotay Antalnál, a Városligeti Színkörben és Kolozsvárott is Megyeri Dezső irányítása alatt. Hét évig Nagyváradon működött, ahonnan 1910-ben operett-buffó szerepkörben Krecsányi Ignác buda-temesvári társulatához szerződött. 1911-ben a budapesti Király Színház, majd a Magyar Színház tagja lett. 1926-ban a Belvárosi Színházhoz szerződött. 1943-ban az Andrássy Színházban szerepelt.

### Magánélete
Első házastársa Ujvári Gizella volt, akivel 1914. december 3-án Budapesten, a Józsefvárosban kötött házasságot. Második felesége Ábranovits Ilona volt, akit 1926. október 16-án az Erzsébetvárosban vett feleségül.

## Filmjei
- Göre Gábor bíró úr pesti kalandozásai (1914)
- Göre Marcsa lakodalma (1915) – Kátsa cigány
- Pál utcai fiúk (1924) – Nemecsek apja
- A kék bálvány (1931) – részeg vendég
- Piri mindent tud (1932) – Kovács, gázdíj-beszedő
- Az ellopott szerda (1933) – táncoló statiszta
- Helyet az öregeknek (1934) – postás
- Légy jó mindhalálig (1936) – falusi postahivatalnok
- Három sárkány (1936) – olvasó férfi a színházban
- Dunaparti randevú (1936) – Ferenc, Tamássy Sándor inasa
- Mária nővér (1936) – postás
- Pesti mese (1937) – érettségi vizsgabiztos
- Segítség, örököltem! (1937) – portás a gróféknál
- A falu rossza (1937) – cigány
- A harapós férj (1937) – kocsis
- Családi pótlék (1937) – a Dancing Bar portása
- Te csak pipálj, Ladányi! (1938) – szolga Ladányi birtokán
- Az elcserélt ember (1938) – pincér a debreceni kávéházban
- Uz Bence (1938) – orvos
- Szegény gazdagok (1938) – lakáj a bárónál
- A leányvári boszorkány (1938) – Sanyó bácsi, portás
- Gyimesi vadvirág (1938) – beszélgető falusi bácsi
- Pénz áll a házhoz (1939) – János bácsi, a TURA alkalmazottja
- Semmelweis (1939) – zenész a bécsi vendéglőben
- Férjet keresek (1939-40) – felszolgáló az expresszóban
- Tóparti látomás (1940) – vendég a boszorkánybálon
- Vissza az úton (1940) – postás
- A szerelem nem szégyen (1940) – állásközvetítő
- Beáta és az ördög (1940) –  pletykáló férfi
- Elkésett levél (1940) – kőműves
- Sárga rózsa (1940) – Ambrus bácsi, kocsmai vendég
- Balkezes angyal (1941) – postás
- Egy csók és más semmi (1941) – postás
- Egy éjszaka Erdélyben (1941) – előkelőség az udvarnál
- Bob herceg (1941) – öreg halász
- Kísértés (1941) – szállodaportás
- A harmincadik (1942) – bányász
- Katyi (1942) – kapus
- Késő (1943) – színész
- Anyámasszony katonája (1943)
- Orient express (1943) – filmgyári titkár
- Megálmodtalak (1943) – Lajos bácsi, Harsányiék inasa
- Muki (1943)
- Aranypáva (1943) – Lajos bácsi, törzsvendég az Aranypávában
- Fény és árnyék (1943) – színházi ügyelő
- Boldog idők (1943) – jegyző az árverésen
- Ördöglovas (1943) – falusi kocsis
- A látszat csal (1943)
- Fiú vagy lány? (1944) – Suhajda bácsi, páciens
- Szerelmes szívek – Párisi emlék (1944) – sakkozó lakó